# کلسیم فومارات
کلسیم فومارات (به انگلیسی: Calcium fumarate) با فرمول شیمیایی CaC
۴H
۲O
۴ یک ترکیب شیمیایی با شناسه پاب‌کم ۶۴۳۳۵۱۲ است که جرم مولی آن ۱۵۴٫۱۳۴ g/mol می‌باشد. 